# Anticorpo antigangliosídeo
Os anticorpos anti-gangliosídeos são autoanticorpos que reagem à gangliosídeos e que são encontrados em algumas neuropatias auto-imunes. Estes anticorpos foram encontrados primeiramente para reagir com as células do cerebelo. Estes anticorpos mostram maior associação com certas formas de Síndrome de Guillain-Barré.